# Географія Нікарагуа
Нікарагуа — північноамериканська країна, що знаходиться на півдні континенту . Загальна площа країни 130 370 км² (98-ме місце у світі), з яких на суходіл припадає 119 990 км², а на поверхню внутрішніх вод — 10 380 км². Площа країни у 4 рази більша за площу Харківської області України. 

## Назва
Офіційна назва — Республіка Нікарагуа, Нікарагуа (ісп. Republica de Nicaragua, Nicaragua). Назва країни походить від назви найбільшого індіанського поселення Нікарао в цих місцях, що на нього натрапив іспанський конкістадор Хіль Гонсалес Давіла під час експедиції 1522-1523 років. Частка «агуа» (ісп. agua) означає воду, тобто великі озера поблизу поселення, Манагуа і Нікарагуа. Іноді назву виводять не від назви поселення, а від імені індіанського вождя Нікарао (?-1523), який був підступно вбитий іспанськими конкістадорами.

## Географічне положення

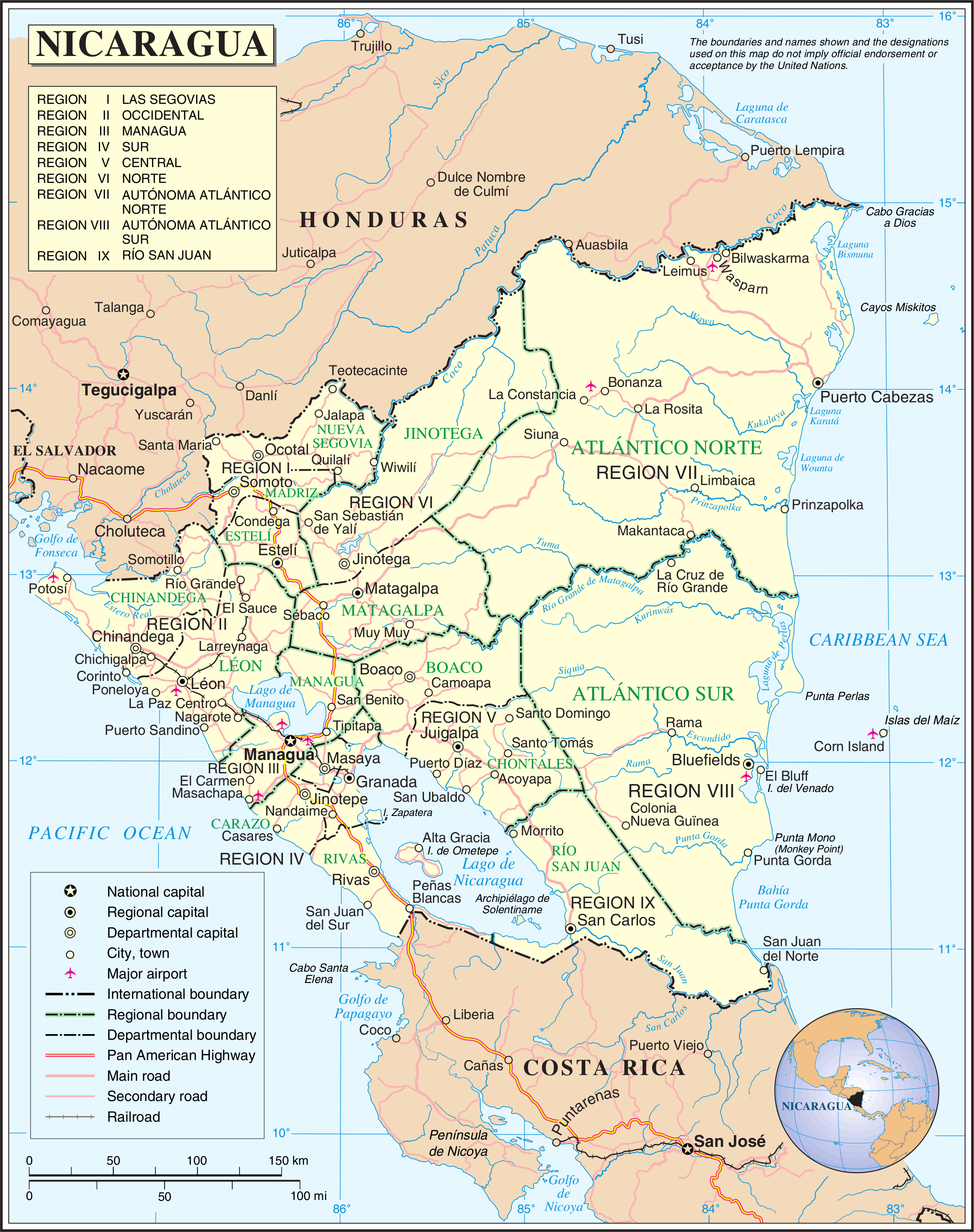
Карта Нікарагуа від ООН

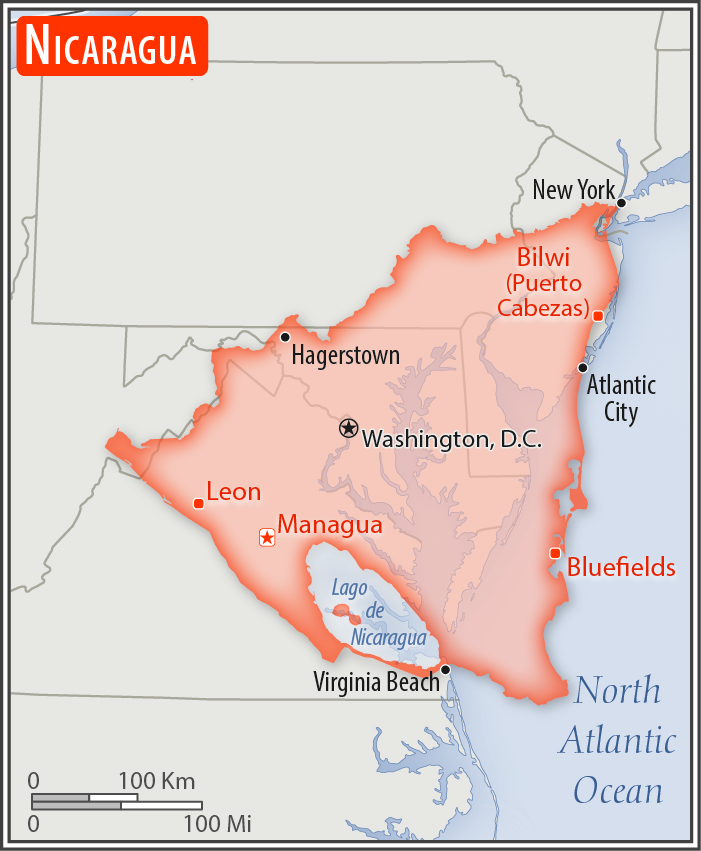
Порівняння розмірів території Нікарагуа та США

Нікарагуа — північноамериканська країна, що межує з двома іншими країнами: на півночі — з Гондурасом (спільний кордон — 940 км), на півдні — з Коста-Рикою (313 км). Загальна довжина державного кордону — 1253 км. Нікарагуа на заході омивається водами Тихого океану, на сході — Карибського моря Атлантичного океану. Загальна довжина морського узбережжя 910 км.
Згідно з Конвенцією Організації Об'єднаних Націй з морського права (UNCLOS) 1982 року, протяжність територіальних вод країни встановлено в 12 морських миль (22,2 км). Прилегла зона, що примикає до територіальних вод, в якій держава може здійснювати контроль, необхідний для запобігання порушень митних, фіскальних, імміграційних або санітарних законів, простягається на 24 морські милі (44,4 км) від узбережжя (стаття 33). Континентальний шельф — до природних меж.

### Час
Час у Нікарагуа: UTC-6 (-8 годин різниці часу з Києвом).

## Геологія

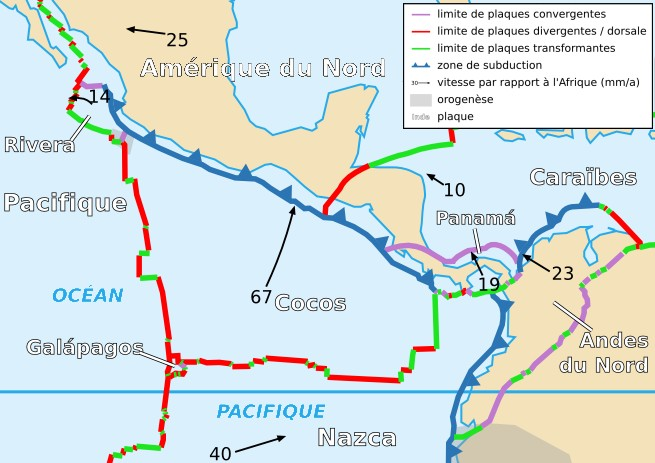
Тектонічна карта плити Кокос
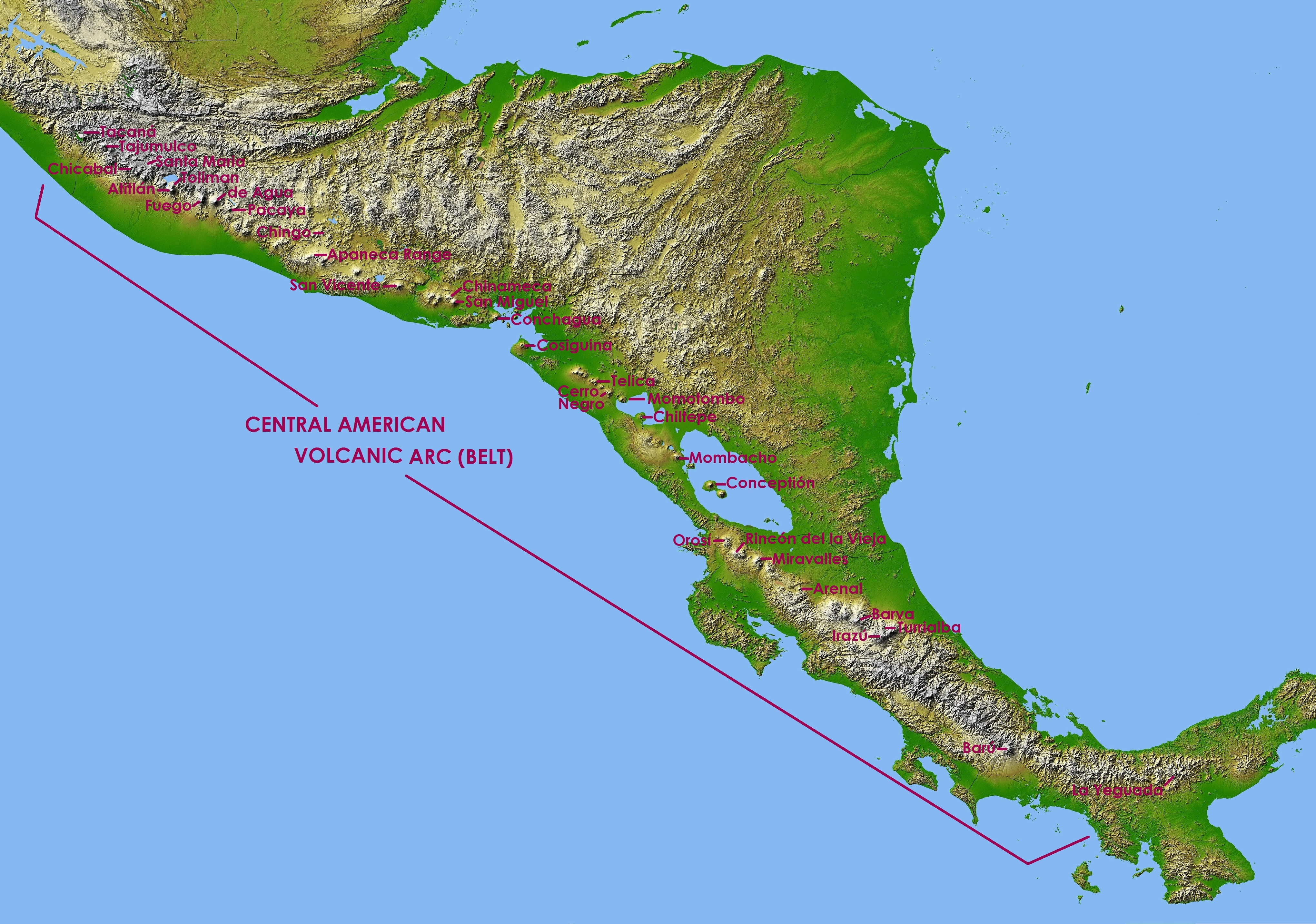
Центральноамериканський вулканічний пояс
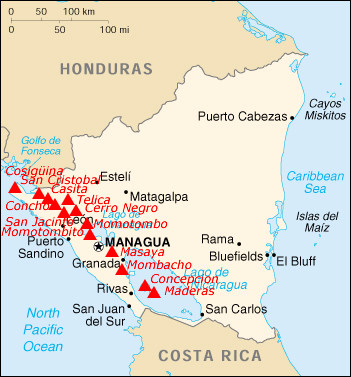
Вулкани Нікарагуа

### Корисні копалини
Надра Нікарагуа багаті на ряд корисних копалин: золото, срібло, мідь, вольфрам, свинець, цинк.

### Сейсмічність
Вся зона західної западини — високосейсмічна. У зоні діючих вулканів часто відбуваються землетруси.

### Вулканізм
Уздовж західної околиці западини простягається ланцюг згаслих і діючих вулканів: Косігуїна (872 м), Ель-В'єхо (1780 м), Момотомбо (1258 м) та інші.

## Рельєф
Середні висоти — 298 м; найнижча точка — рівень вод Тихого океану (0 м); найвища точка — гора Моготон (2438 м). Прибережна частина Нікарагуа — низовини, всередині країни — нагір'я з хребтами висотою до 2438 м. На заході від нагір'я — тектонічна западина з великими озерами Нікарагуа і Манагуа. Перетинають країну два довгих гірських пасма, в яких налічується більше 40 вулканів. 

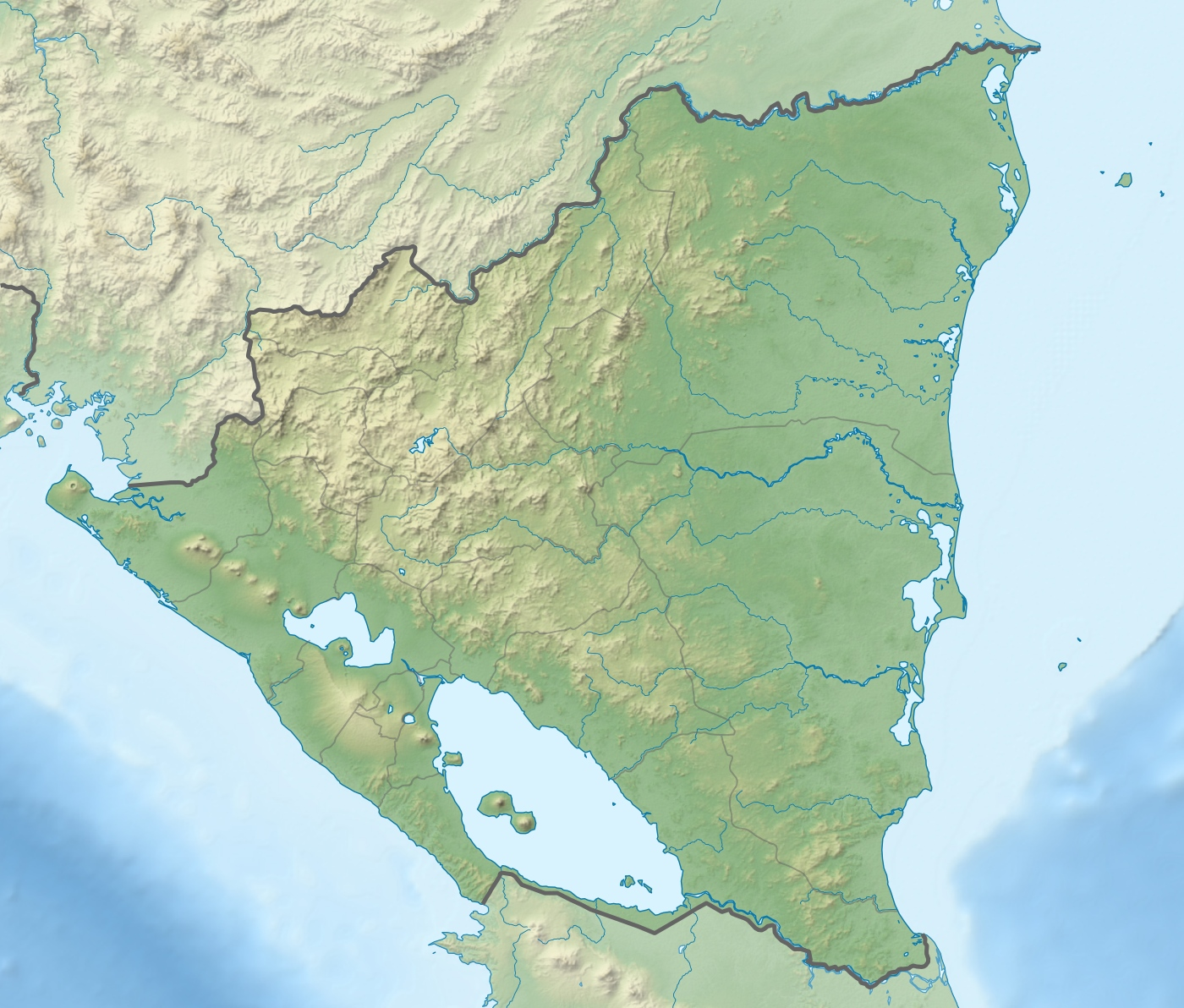
Рельєф Нікарагуа
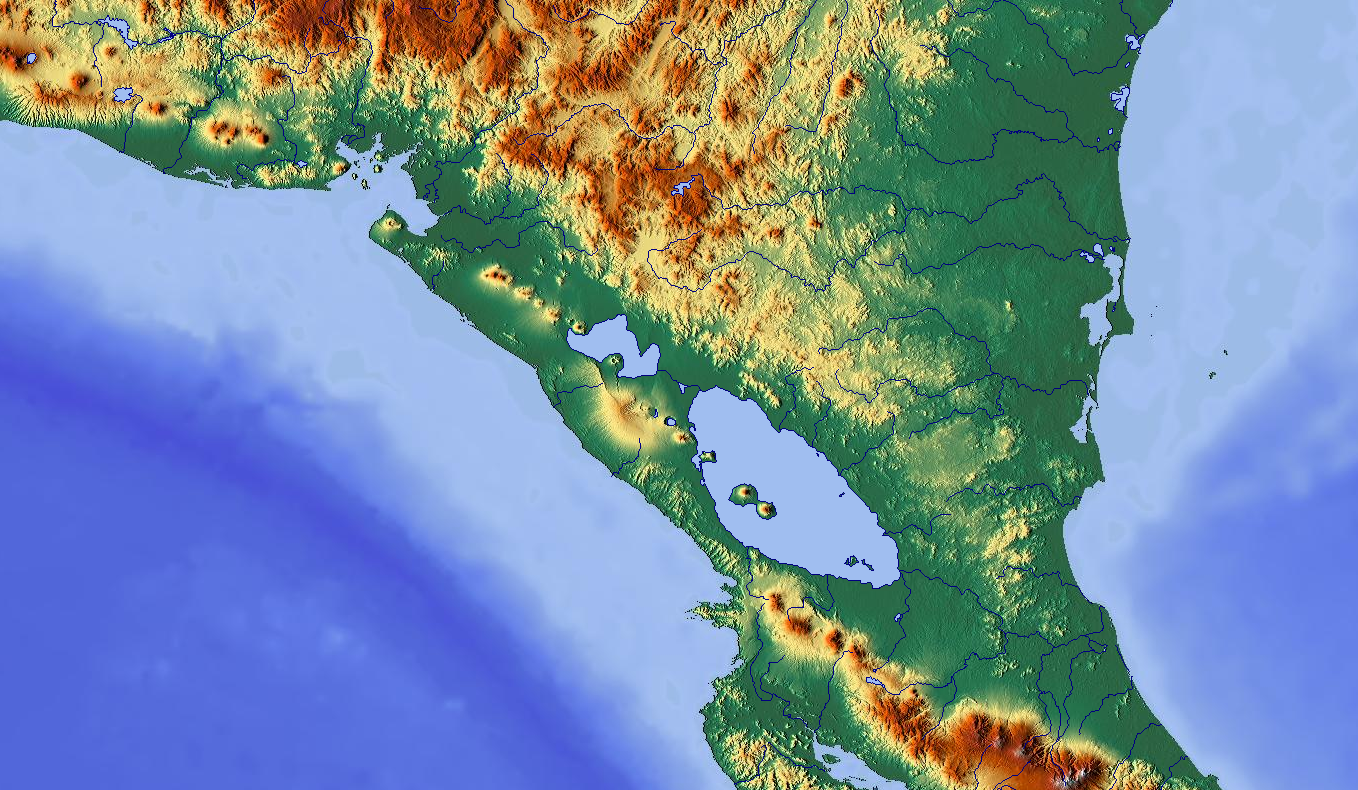
Рельєф Нікарагуа
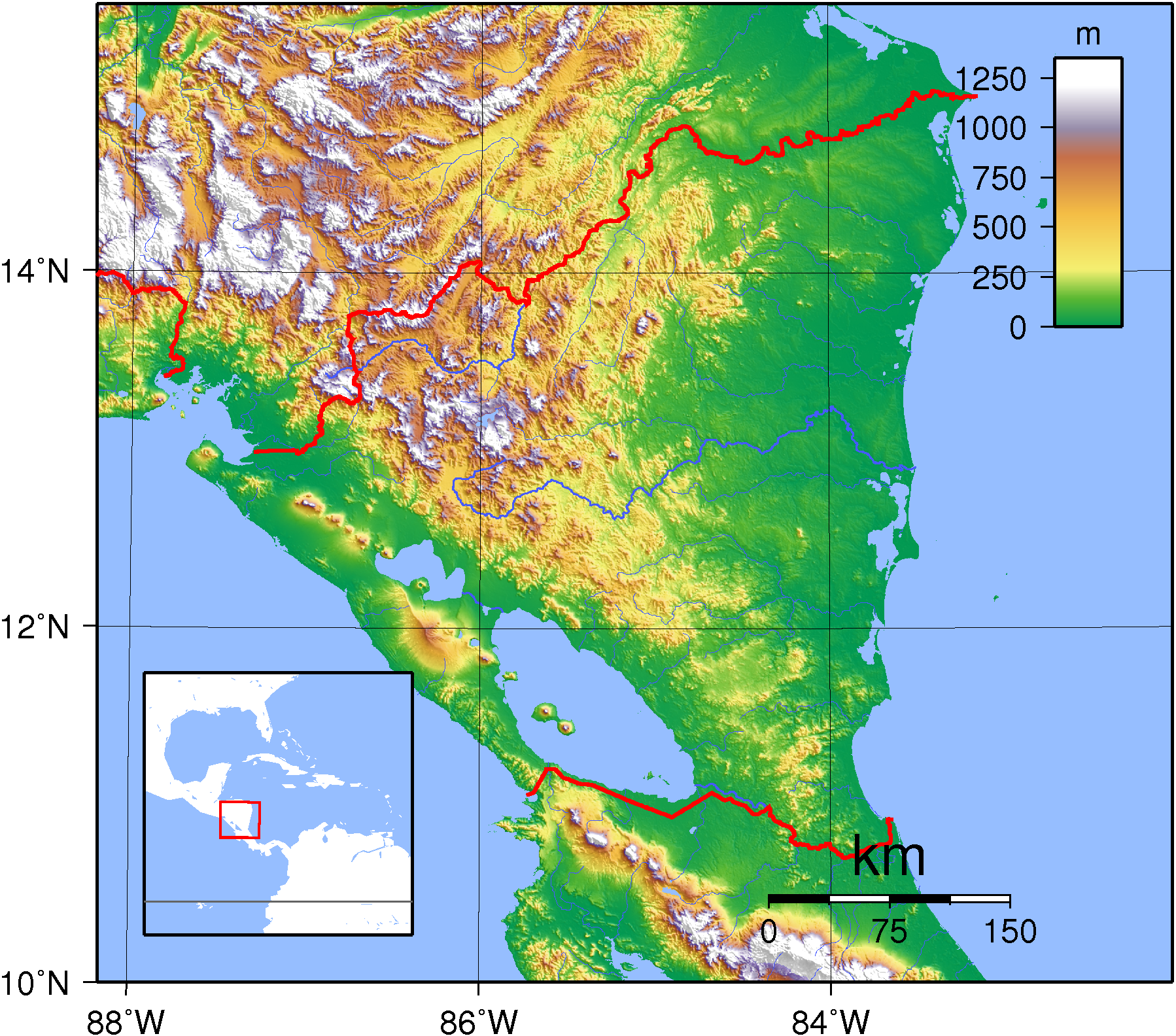
Гіпсометрична карта Нікарагуа
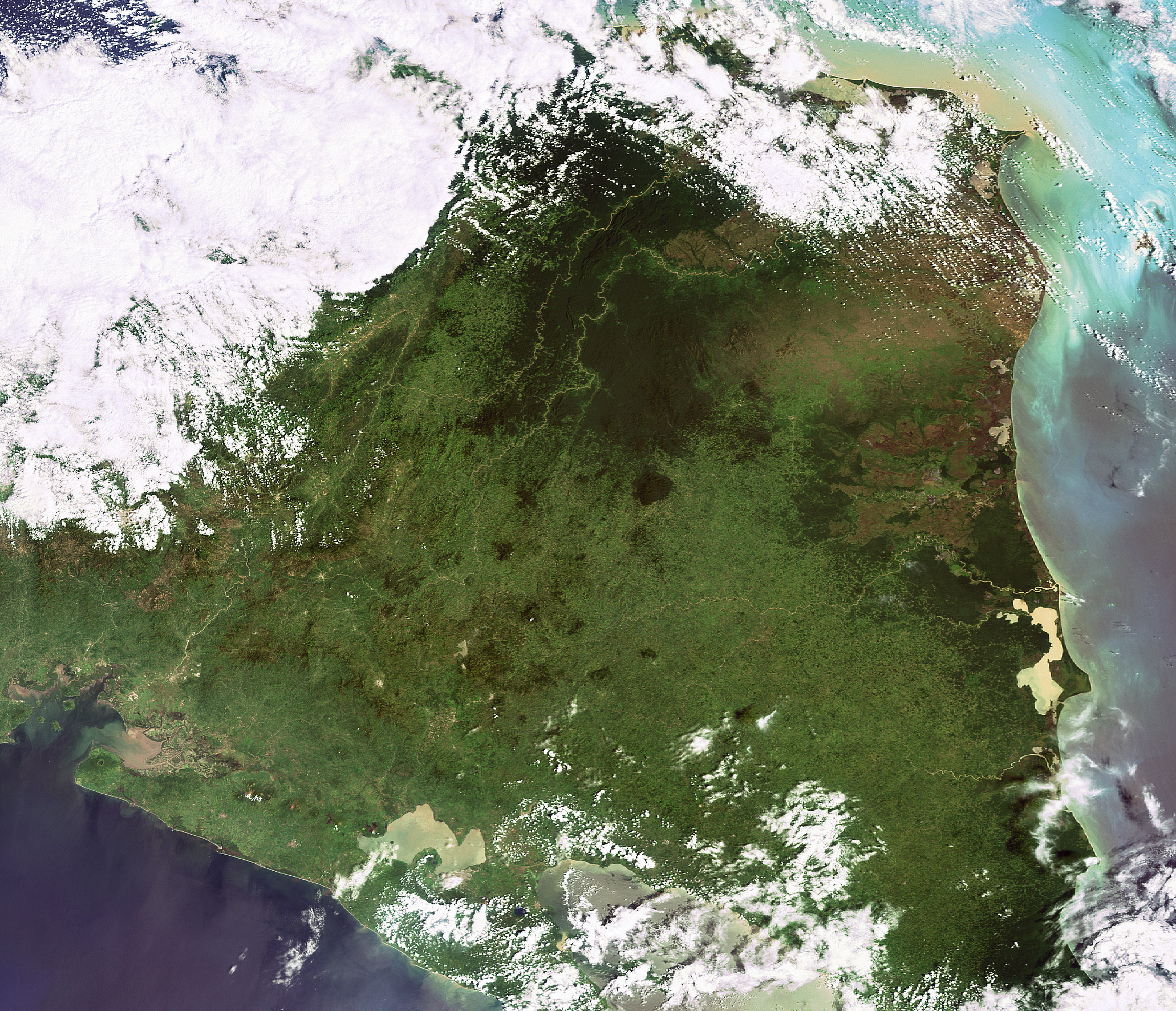
Супутниковий знімок поверхні країни
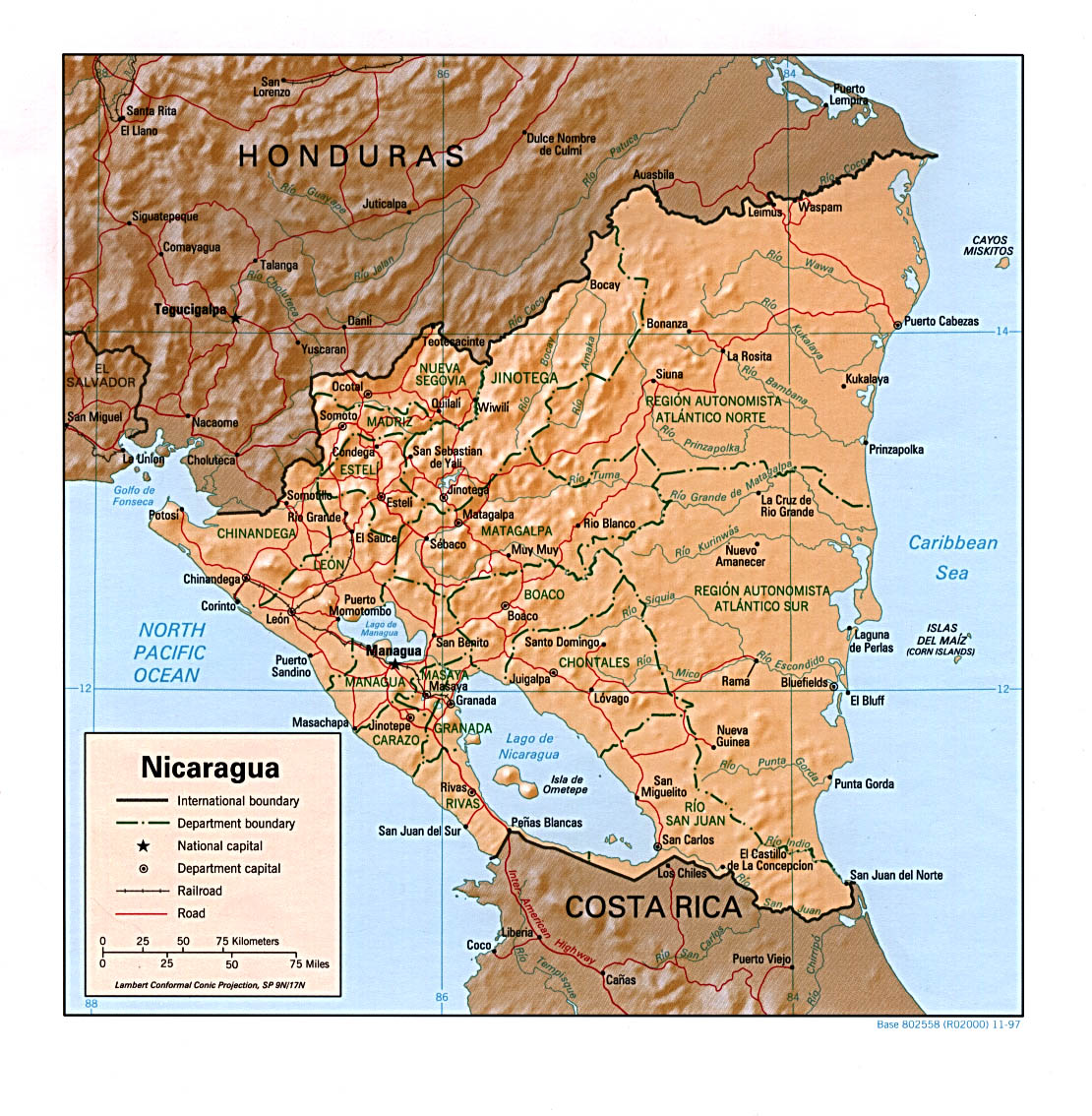
Карта країни (англ.)

### Острови
Біля карибського узбережжя Нікарагуа, приблизно в 35 км від Перлинної лагуни (ісп. Laguna de Perlas) розташована група з 18 острівців Кайос-Перлас (ісп. Cayos Perlas) — група з 18 острівців. Адміністративно відносяться до Автономного Регіону Південної Атлантики. 

## Клімат
Територія Нікарагуа лежить у тропічному кліматичному поясі. Увесь рік панують тропічні повітряні маси. Сезонний хід температури повітря чітко відстежується. Переважають східні пасатні вітри, достатнє зволоження (на підвітряних схилах відчувається значний дефіцит вологи). У теплий сезон з морів та океанів часто надходять тропічні циклони. Вологий сезон з травня по жовтень. Подекуди в країні щорічно випадає більше 3100 мм опадів.

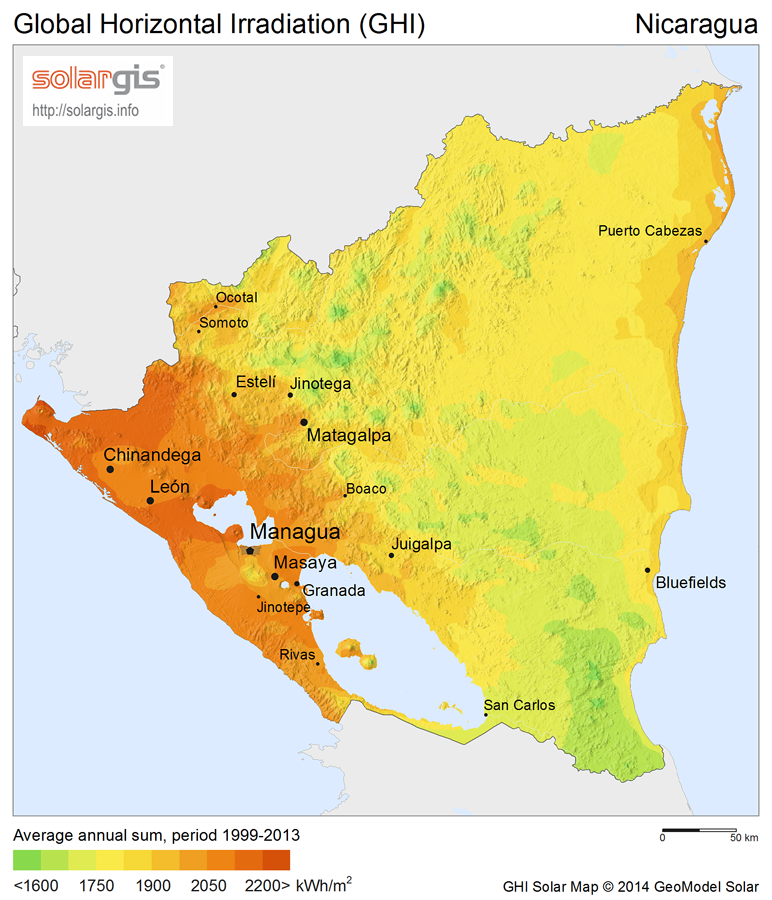
Сонячна радіація (англ.)
Кліматична карта Нікарагуа (за Кеппеном)
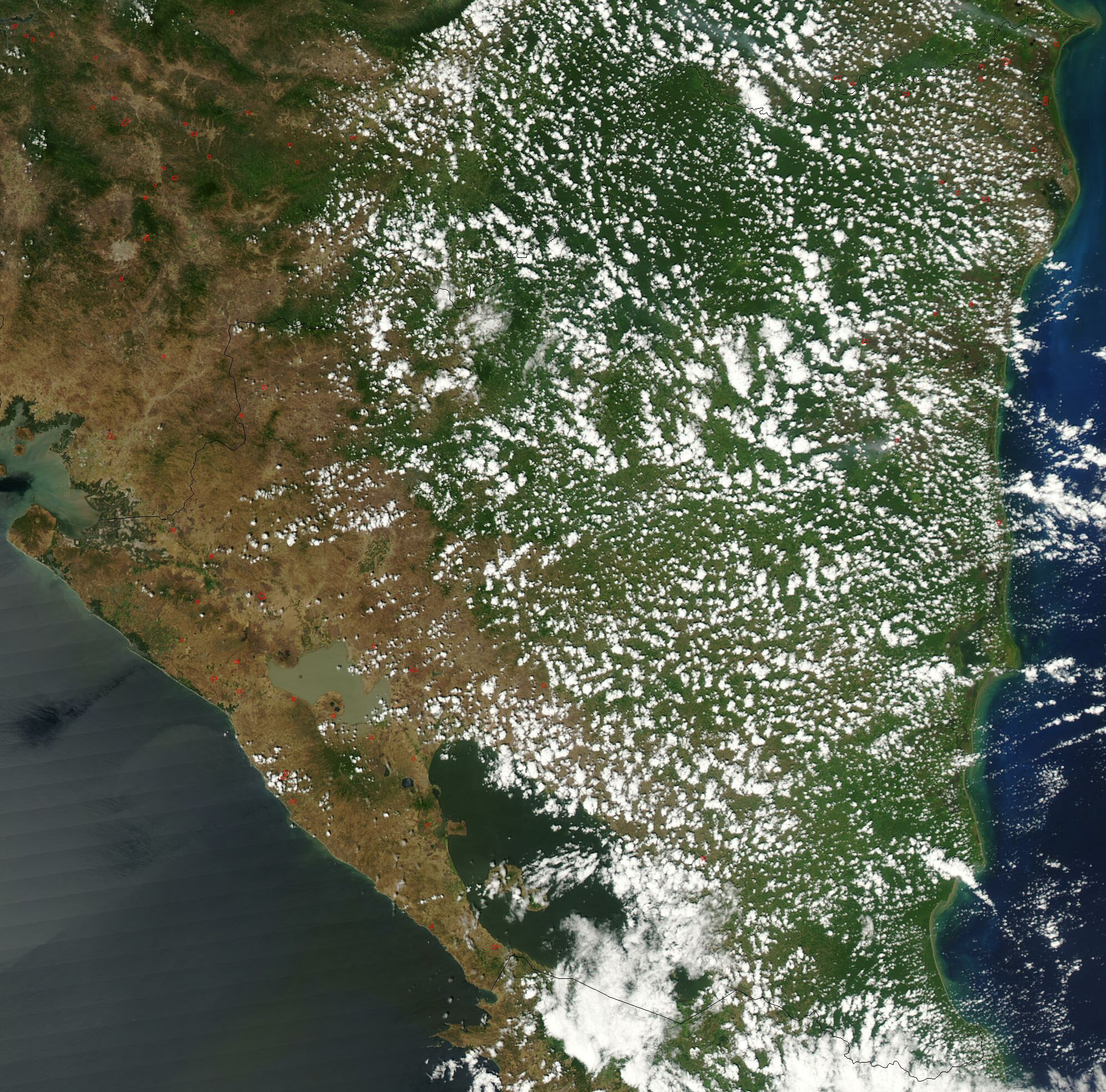
Хмарність над країною навесні

Нікарагуа є членом Всесвітньої метеорологічної організації (WMO), в країні ведуться систематичні спостереження за погодою.

## Внутрішні води
Загальні запаси відновлюваних водних ресурсів (ґрунтові і поверхневі прісні води) становлять 196,6 км³. Станом на 2012 рік в країні налічувалось 1990 км² зрошуваних земель.

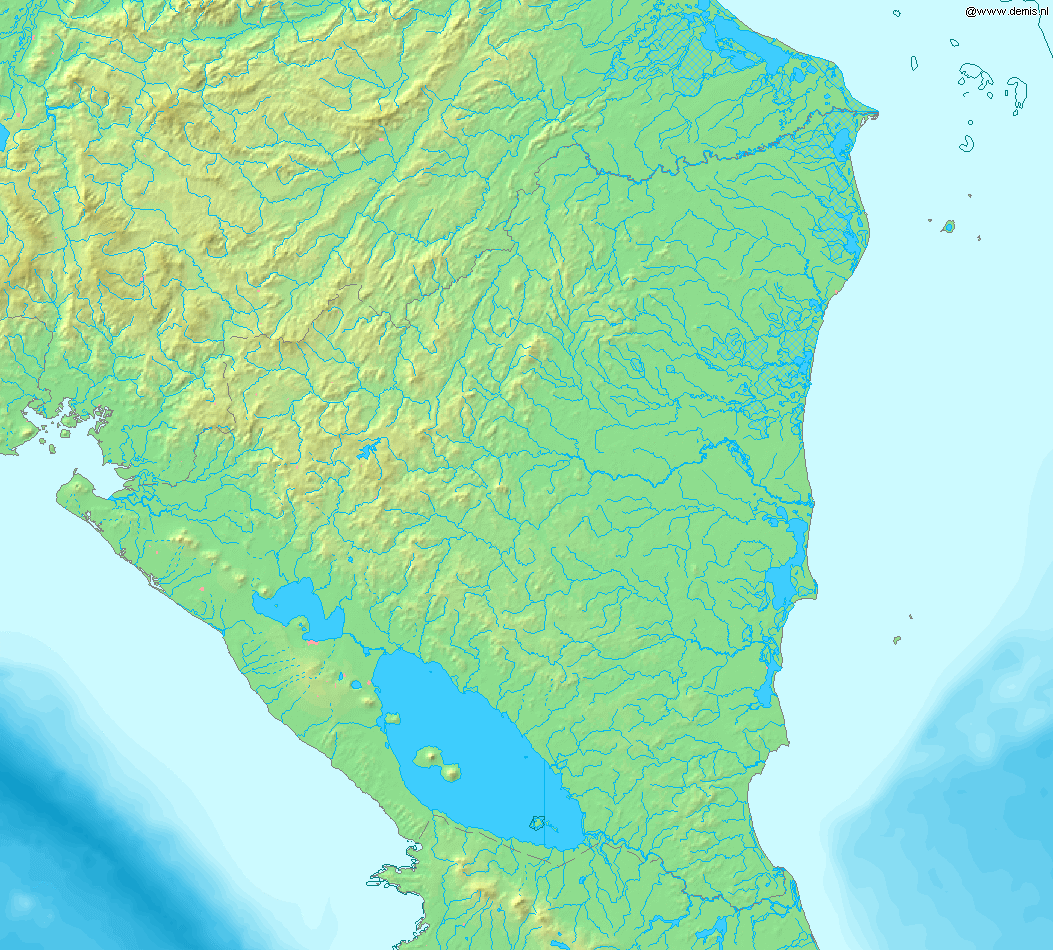
Гідрографічна мережа Нікарагуа
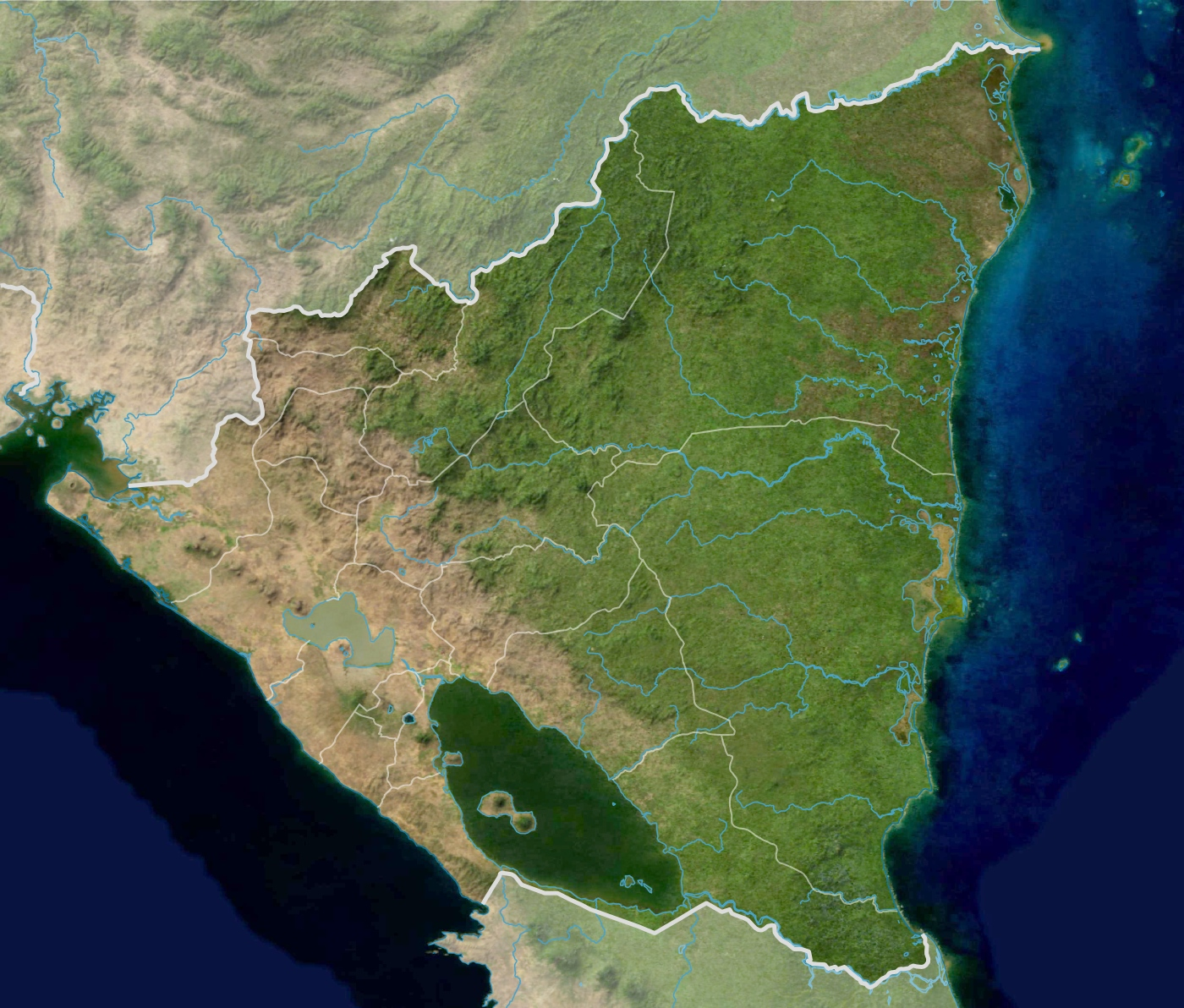
Гідрографічна мережа Нікарагуа з космосу
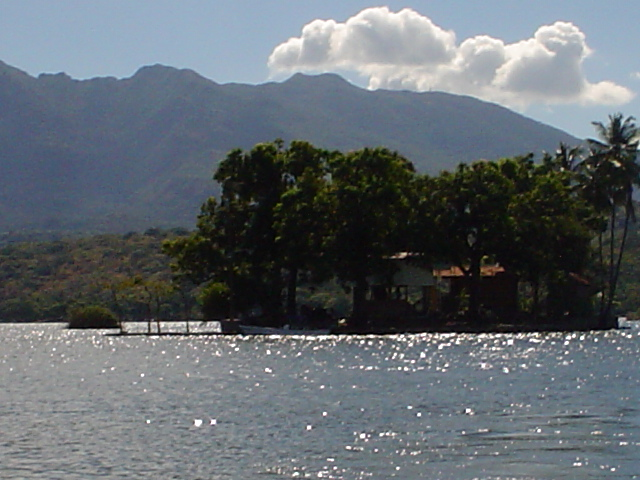
Озеро Нікарагуа

### Річки
Річки країни належать басейнам Тихого (захід) і Атлантичного (схід) океанів. Основні річки: Коко, Принсаполька, Ріо-Гранде-де-Матагальпа тощо.

## Рослинність
Земельні ресурси Нікарагуа (оцінка 2011 року):
- придатні для сільськогосподарського обробітку землі — 42,2 %,
  - орні землі — 12,5 %,
  - багаторічні насадження — 2,5 %,
  - землі, що постійно використовуються під пасовища — 27,2 %;
- землі, зайняті лісами і чагарниками — 25,3 %;
- інше — 32,5 %[1].

## Тваринний світ
Зоогеографічно територія країни належить до Центральноамериканської провінції Гвіано-Бразильської підобласті Неотропічної області.

## Охорона природи
Нікарагуа є учасником ряду міжнародних угод з охорони навколишнього середовища:
- Конвенції про біологічне різноманіття (CBD),
- Рамкової конвенції ООН про зміну клімату (UNFCCC),
- Кіотського протоколу до Рамкової конвенції,
- Конвенції ООН про боротьбу з опустелюванням (UNCCD),
- Конвенції про міжнародну торгівлю видами дикої фауни і флори, що перебувають під загрозою зникнення (CITES),
- Конвенції про заборону військового впливу на природне середовище (ENMOD),
- Базельської конвенції протидії транскордонному переміщенню небезпечних відходів,
- Конвенції з міжнародного морського права,
- Монреальського протоколу з охорони озонового шару,
- Міжнародної конвенції запобігання забрудненню з суден (MARPOL),
- Рамсарської конвенції із захисту водно-болотних угідь[12],
- Міжнародної конвенції з регулювання китобійного промислу[1].

## Стихійні лиха та екологічні проблеми
На території країни спостерігаються небезпечні природні явища і стихійні лиха:
- Руйнівні землетруси. 1992 року великий землетрус залишив без даху над головою 16 тис. чоловік.
- Активний вулканізм, вулкан Сьєрро-Негро (728 м) востаннє вивергав потоки лави 1999 року.
- Зсуви ґрунту.
- Руйнівні урагани.  1998 року ураган Мітч, який спустошив Нікарагуа, а також Сальвадор і, особливо, Гондурас, позбавив життя більше 1800 нікарагуанців і знищив значну частину бананових, цукрових і кавових плантацій.[1].

Серед екологічних проблем варто відзначити:
- знеліснення;
- ерозію ґрунтів;
- забруднення вод.

## Фізико-географічне районування
У фізико-географічному відношенні територію Нікарагуа можна розділити на 4 райони, що відрізняються один від одного рельєфом, кліматом, рослинним покривом: 
- Центральна гірська область — Нікарагуанське нагір'я — являє собою складну систему складчасто-скидових хребтів, орієнтованих в широтному напрямі; на південному заході вони перекриті чохлом вулканічного відкладення. Висота гір на південному заході становить близько 1500 м над рівнем моря і поступово знижується до 600 м на схід. Численні піки підносяться над рівнем хребтів, досягаючи 2400 м. Східна частина області розчленована глибоко розрізаними долинами річок, які течуть на схід. У нижній течії річки мають широкі долини з плоским дном і течуть у бік Карибського моря.
- Низовина Москітового берега — широка смуга низовин, що обрамовують Карибське узбережжя, місцями понад 80 км шириною, від річки Сан-Хуан і продовжується далі на північ до Гондурасу. Ця низовина складена наносами численних річок, в тому числі Коко (або Сеговія), Ріо-Ескондідо, Ріо-Гранде-де-Матагальпа та ін., і рясніє болотами.
- Низовина, що тягнеться упоперек перешийка від затоки Фонсека на південний схід до Карибського узбережжя. Гігантська западина, в якій лежать озера Манагуа і Нікарагуа — найбільші в Центральній Америці. Озеро Нікарагуа має довжину 177 км, а ширину до 58 км. В озері знаходиться більше 400 островів, частина з яких це вулканічні конуси. Їх мальовниче розташування приваблює сюди багато туристів. Це єдине прісноводне озеро у світі, в якому водяться такі морські риби, як риба-меч і акули. Учені з'ясували, що ці риби потрапили сюди з Карибського моря по річці Сан-Хуан, одній із чотирьох великих річок, які витікають з озера.
- Вулканічна зона західного Нікарагуа — з численними діючими вулканами. Над поверхнею озера Нікарагуа підіймаються три вулканічні конуси, найвищий з яких — Консепсьйон (1557 м). На південно-західному березі озера Манагуа здіймається величний вулкан Момотомбо (1259 м). Ланцюг з 20 вулканів продовжується далі на північний захід, до затоки Фонсека.

### Українською
- Атлас світу / голов. ред. І. С. Руденко ; зав. ред. В. В. Радченко ; відп. ред. О. В. Вакуленко. — К. : ДНВП «Картографія», 2005. — 336 с. — ISBN 9666315467.
- Атлас. 7 клас. Географія материків і океанів / Укладачі О. Я. Скуратович, Н. І. Чанцева. — К. : ДНВП «Картографія», 2014.
- Бєлозоров С. Т. Географія материків. — К. : Вища школа, 1971. — 371 с.
- Барановська О. В. Фізична географія материків і океанів : навч. посіб. для студентів ВНЗ : [у 2 ч.]. — Н. : Ніжинський державний університет ім. Миколи Гоголя, 2013. — 306 с. — ISBN 978-617-527-106-3.
- Нікарагуа // Гірничий енциклопедичний словник : [у 3-х тт.] / за ред. В. С. Білецького. — Д. : Східний видавничий дім, 2004. — Т. 3. — 752 с. — ISBN 966-7804-78-X.
- Дубович І. А. Країнознавчий словник-довідник. — 5-те вид., перероб. і доп. — К. : Знання, 2008. — 839 с. — ISBN 978-966-346-330-8.
- Панасенко Б. Д. Фізична географія материків : навч. посіб. : в 2 ч. — В. : ЕкоБізнесЦентр, 1999. — 200 с.
- Юрківський В. М. Регіональна економічна і соціальна географія. Зарубіжні країни: Підручник. — 2-ге. — К. : Либідь, 2001. — 416 с. — ISBN 966-06-0092-5.

### Англійською
- (англ.) Graham Bateman. The Encyclopedia of World Geography. — Andromeda, 2002. — 288 с. — ISBN 1871869587.

### Російською
- (рос.) Никарагуа // Латинская Америка. Энциклопедический справочник [в 2-х тт.] / Главный редактор В. В. Вольский. — М. : Советская энциклопедия, 1982. — Т. 2. К-Я. — 656 с.
- (рос.) Авакян А. Б., Салтанкин В. П., Шарапов В. А. Водохранилища. — М. : Мысль, 1987. — 326 с. — (Природа мира)
- (рос.) Алисов Б. П., Берлин И. А., Михель В. М. Курс климатологии [в 3-х тт.] / под. ред. Е. С. Рубинштейна. — Л. : Гидрометиздат, 1954. — Т. 3. Климаты земного шара. — 320 с.
- (рос.) Апродов В. А. Вулканы. — М. : Мысль, 1982. — 368 с. — (Природа мира)
- (рос.) Апродов В. А. Зоны землетрясений. — М. : Мысль, 2010. — 462 с. — (Природа мира) — ISBN 978-5-244-01122-7.
- (рос.) Букштынов А. Д., Грошев Б. И., Крылов Г. В. Леса. — М. : Мысль, 1981. — 316 с. — (Природа мира)
- (рос.) Власова Т. В. Физическая география материков. С прилегающими частями океанов. Южная Америка, Африка, Австралия и Океания, Антарктида. — 4-е, перераб. — М. : Просвещение, 1986. — 269 с.
- (рос.) Гвоздецкий Н. А. Карст. — М. : Мысль, 1981. — 214 с. — (Природа мира)
- (рос.) Гвоздецкий Н. А., Голубчиков Ю. Н. Горы. — М. : Мысль, 1987. — 400 с. — (Природа мира)
- (рос.) Дорст Ж. Центральная и Южная Америка. — М. : Прогресс, 1977. — 318 с. — (Континенты, на которых мы живем)
- (рос.) Географический энциклопедический словарь: географические названия / под. ред. А. Ф. Трёшникова. — 2-е изд., доп. — М. : Советская энциклопедия, 1989. — 585 с. — ISBN 5-85270-057-6.
- (рос.) Исаченко А. Г., Шляпников А. А. Ландшафты. — М. : Мысль, 1989. — 504 с. — (Природа мира) — ISBN 5-244-00177-9.
- (рос.) Каплин П. А., Леонтьев О. К., Лукьянова С. А., Никифоров Л. Г. Берега. — М. : Мысль, 1991. — 480 с. — (Природа мира) — ISBN 5-244-00449-2.
- (рос.) Словарь современных географических названий / под общей редакцией акад. В. М. Котлякова. — Екатеринбург : У-Фактория, 2006.
- (рос.) Литвин В. М., Лымарев В. И. Острова. — М. : Мысль, 2010. — 288 с. — (Природа мира) — ISBN 978-5-244-01129-6.
- (рос.) Лобова Е. В., Хабаров А. В. Почвы. — М. : Мысль, 1983. — 304 с. — (Природа мира)
- (рос.) Максаковский В. П. Географическая картина мира. Книга I: Общая характеристика мира. — М. : Дрофа, 2008. — 495 с. — ISBN 978-5-358-05275-8.
- (рос.) Максаковский В. П. Географическая картина мира. Книга II: Региональная характеристика мира. — М. : Дрофа, 2009. — 480 с. — ISBN 978-5-358-06280-1.
- (рос.) Никарагуа // Поспелов Е. М. Топонимический словарь. — М. : АСТ, 2005. — 229 с. — ISBN 5-17-016407-6.
- (рос.) География / под ред. проф. А. П. Горкина. — М. : Росмэн-Пресс, 2006. — 624 с. — (Современная иллюстрированная энциклопедия) — ISBN 5-353-02443-5.
- (рос.) Физико-географический атлас мира. — М. : Академия наук СССР и Главное управление геодезии и картографии ГУГК СССР, 1964. — 298 с.
- (рос.) Энциклопедия стран мира / глав. ред. Н. А. Симония. — М. : НПО «Экономика» РАН, отделение общественных наук, 2004. — 1319 с. — ISBN 5-282-02318-0.